# Szarvasmarhafajták listája
Világszerte több mint 1000 szarvasmarhafajta létezik – ezek közül ebben a szócikkben eddig 515 fajtanév szerepel. Rendszertanilag két nagy csoportjuk van: a zebuk (Bos taurus indicus) és a közönséges szarvasmarhák (Bos taurus taurus). Hasznosításilag három csoportra oszthatók: tejtermelő fajtákra, húsfajtákra és igavonókra – ezek mellett még vannak viadalra, futásra, legelőápolásra és díszállat szerepre kitenyésztett fajták is; bár a legtöbb fajta ebből két vagy három kritériumot is teljesít. A szarvasmarha két alfajából kitenyésztett fajták mellé, ezeknek hibridjei, valamint más Bos- és Bison-fajokkal való kereszteződésből származó hibridállatok is tartoznak.

## Fajtanevek listája
Az alábbi szarvasmarhafajta nevek ABC-sorrendben vannak megjelenítve:

### A
- Aberdeen angus – B. t. taurus; Skócia; hús, tej[1]
- Abergele marha – Etiópia; hús, tej, iga[2]
- Abesszin rövidszarvú zebu – B. t. indicus; Etiópia; iga[3]
- Abigar marha – B. t. taurus; Etiópia; tej[4]
- Abondance marha – B. t. taurus; Franciaország; hús, tej
- †Abruzzoi marha – Olaszország; hús, iga[5]
- Acehi marha – Indonézia, hús[6]
- Achhami marha – B. t. indicus; Nepál; tej[7]
- Adamawai marha – B. t. taurus; Nigéria; hús, tej, iga[8]
- Adaptaur marha – B. t. taurus/indicus; Ausztrália; hús[9]
- Afar marha – Etiópia; hús, tej[10][11]
- Africangus marha – B. t. taurus/indicus – az Afrikankerből lett kitenyésztve; Amerikai Egyesült Államok; hús
- Afrikaner marha – B. t. indicus; Dél-afrikai Köztársaság; hús[12]
- Agerolai marha – B. t. taurus; Olaszország; tej[13]
- Alambadi marha – B. t. indicus; India[14][15]
- Alataui marha – B. t. taurus; Kazahsztán; hús, tej
- Albániai marha – B. t. taurus; Albánia; tej, iga
- Alberai marha – B. t. taurus; Spanyolország, részben vadon tartva; hús[16]
- Albioni kék marha – B. t. taurus; Egyesült Királyság; hús[17]
- Alderney marha – B. t. taurus; Csatorna-szigetek; tej[18]
- Alentejana marha – B. t. taurus; Portugália; hús, iga
- Aleut-szigeteki vadmarha – Amerikai Egyesült Államok; elvadult[19][20]
- Aliad Dinka marha – Dél-Szudán
- Alistana-Sanabresa marha – Spanyolország
- Allmogekor marha – B. t. taurus; Svédország; hús, iga[21][22]
- Alur marha – Kongói Demokratikus Köztársaság
- Amerifax marha – B. t. taurus; Amerikai Egyesült Államok; hús, tej[23]
- Amerikai Angus – Amerikai Egyesült Államok
- Amerikai barna svájci marha – B. t. taurus; Amerikai Egyesült Államok; tej[24]
- Amerikai hús fríz – Amerikai Egyesült Államok
- Amerikai marha – B. t. taurus/indicus; Amerikai Egyesült Államok; hús[25]
- Amerikai rodeó marha – Amerikai Egyesült Államok; hús, sport[26]
- Amerikai tejelő Devon marha – B. t. taurus; Amerikai Egyesült Államok; hús, tej, iga[27]
- Amerikai White Park marha – B. t. taurus; Amerikai Egyesült Államok; hús, tej[28]
- Amrit Mahal marha – B. t. indicus; India; a Hallikar marhából lett kitenyésztve, katonai szállítmányok céljára; iga[29]
- Amszterdam-szigeti marha – B. t. taurus; Amszterdam-sziget; elvadult[30]
- Anatóliai fekete marha – B. t. taurus; Törökország; hús, tej, iga[31]
- Andalúziai fekete marha – B. t. taurus; Spanyolország; hús, iga; veszélyeztetett fajta; azonos az Avileña-Negra Ibérica marhával, csak a tenyésztés régiója különbözteti meg a két állományt[32]
- Andalúziai szőke marha – Spanyolország
- Andalúziai szürke marha – Spanyolország
- Angelni marha – B. t. taurus; Németország; tej[33]
- Angol hosszúszarvú marha – B. t. taurus; Anglia; hús, tej[34]
- Angoni marha – Malawi
- Ankina marha – Amerikai Egyesült Államok
- Ankole marha – B. t. indicus; Kelet-Afrika[35]
- Ankole-Watusi marha – B. t. indicus; Amerikai Egyesült Államok; díszmarha[36]
- Aquitaniai szőke marha – B. t. taurus; Franciaország; hús, tej, iga[37]
- Aracena marha – Spanyolország
- Arado marha – Etiópia; hús, tej, iga[10][11]
- Argentín Criollo marha – B. t. taurus; Argentína; hús, tej[38]
- Argentín fríz – Argentína; tej
- Armoricaine marha – B. t. taurus; Franciaország; hús, tej[39]
- Arouquesa marha – B. t. taurus; Portugália; hús, tej[40]
- Arsi marha – Etiópia
- Asztúriai hegyi marha – B. t. taurus; Spanyolország; hús, tej[41]
- Asztúriai völgyi marha – B. t. taurus; Spanyolország; hús, tej[42]
- Aubraci marha – B. t. taurus; Franciaország; hús, tej[43]
- Aulie-Ata marha – B. t. taurus; Kazahsztán; tej
- Aure et Saint-Girons marha – B. t. taurus; Franciaország; hús, tej, iga[44]
- Ausztrál Braford – B. t. taurus/indicus; Ausztrália; hús[45]
- Ausztrál Brangus – B. t. taurus/indicus; Ausztrália; hús[46]
- Ausztrál Charbray – B. t. taurus/indicus; Ausztrália; hús[47]
- Ausztrál Lowline marha – B. t. taurus; Ausztrália; hús[48]
- Ausztrál rövidszarvú marha – Ausztrália; hús
- Ausztrál Sahiwal fríz – B. t. taurus/indicus; Ausztrália; tej[49]
- Ausztrál tejelő zebu – B. t. taurus/indicus; Ausztrália; tej[50]
- Avétonou marha – Togo
- Avileña-Negra Ibérica marha – B. t. taurus; Spanyolország; hús, iga; azonos az andalúziai fekete marhával, csak a tenyésztés régiója különbözteti meg a két állományt
- Aweil Dinka marha – Dél-Szudán
- Ayrshire marha – B. t. taurus; Skócia; tej[51][52]
- Azaouak marha – Mali
- Azebuado marha – Brazília
- Azerbajdzsáni zebu – Azerbajdzsán
- Azori-szigeteki marha – Portugália

### B
- Bachaur marha – B. t. indicus; India; tej, iga[53][54]
- Baggara marha – B. t. indicus; Csád, Szudán
- Baherie marha – B. t. indicus; Eritrea; hús, tej[55]
- Bakosi marha – B. t. taurus; Kamerun; hús, szertartásokon használt[56]
- Balancer marha – B. t. taurus; Amerikai Egyesült Államok; hús, tej; a Gelbvieh marha és az Aberdeen Angus hibridje
- Baoule marha – B. t. taurus; Elefántcsontpart; tej[57]
- Bargur marha – B. t. indicus; India; tej, iga; félig elvadult[58]
- Barna kaukázusi marha – B. t. taurus; Örményország; hús, tej[59]
- Barna kárpáti marha – B. t. taurus; Ukrajna[60]
- Barna svájci marha – B. t. taurus; Svájc; hús, tej[61]
- Barrosã marha – B. t. taurus; Portugália; hús, iga[62]
- Barzona marha – B. t. taurus/indicus; Amerikai Egyesült Államok; hús[63]
- Bazadaise marha – B. t. taurus; Franciaország; hús[64]
- Beefalo – a B. t. taurus és az amerikai bölény (Bison bison) ivarképes hibridje; Amerikai Egyesült Államok; hús[65]
- Beefmaker marha – B. t. taurus/indicus; Amerikai Egyesült Államok; hús
- Beefmaster marha – B. t. taurus/indicus; Amerikai Egyesült Államok; hús[66]
- Begayt marha – Etiópia; hús, tej, iga[11][67]
- Belga fehér-vörös marha – B. t. taurus; Belgium; hús, tej
- Belga vörös marha – B. t. taurus; Belgium; hús, tej, iga; veszélyeztetett fajta
- Belga vörös tarka marha – B. t. taurus; Belgium; hús, tej
- Belmont vörös marha – B. t. taurus/indicus; Ausztrália; hús[68]
- Berni marha – Svájc
- Berrenda marha – B. t. taurus; Spanyolország; hús, tej, iga, sport
- Bestuzhev marha – B. t. taurus/indicus; Oroszország; hús, tej[69]
- Betizu marha – B. t. taurus; Spanyolország, Franciaország; hús, iga[70]
- Béarni marha – Franciaország; hús[71]
- Blaarkop marha – B. t. taurus; Hollandia; hús, tej
- Blanca Cacereña marha – B. t. taurus; Spanyolország; hús, tej, iga
- Blanco Orejinegro BON marha – B. t. taurus; Kolumbia; hús, tej, iga
- Bohuskulla marha – Svédország[72]
- Bonsmarai marha – B. t. taurus/indicus; Dél-afrikai Köztársaság; hús[73]
- Boran marha – B. t. indicus; Kelet-Afrika; hús[74][75]
- Boškarin marha – Horvátország, Szlovénia; hús, tej, iga[76]
- Braford marha – B. t. taurus/indicus; Amerikai Egyesült Államok; hús
- Brahma marha – B. t. indicus; Amerikai Egyesült Államok; hús, tej, iga, sport[77]
- Brahmousin marha – B. t. taurus/indicus; Amerikai Egyesült Államok; hús, iga
- Brangus marha – B. t. taurus/indicus; Amerikai Egyesült Államok; hús
- Brava marha – Spanyolország; hús, sport; félig elvadult[78]
- Bretagnei Pie Noir marha – B. t. taurus; Franciaország
- Brit fehér marha – B. t. taurus; Egyesült Királyság; hús, tej[79]
- Brit fríz – B. t. taurus, a Holstein-fríz lett kitenyésztve; Egyesült Királyság; tej
- Buelingo marha – B. t. taurus; Amerikai Egyesült Államok; hús, tej
- Burlina marha – B. t. taurus; Olaszország; tej[80]
- Buša marha – B. t. taurus; az egykori Jugoszlávia; hús, tej, iga[81]
- Bushuyev marha – B. t. indicus; Üzbegisztán; tej
- Butanai marha – B. t. indicus; Szudán; tej

### C, Cs
- Cabannina marha – Olaszország; hús, tej[13]
- Cachena marha – B. t. taurus; Portugália, Spanyolország; egyesek azonosnak tartják a Barrosã marhával; hús, tej, iga[82]
- Caldelana marha – B. t. taurus; Spanyolország; hús, tej, iga
- Calvanai marha – Olaszország; hús, tej, iga[83]
- Camargue marha – B. t. taurus; Franciaország; hús, iga, sport[84]
- Campbell-szigeti marha – B. t. taurus; Új-Zéland; elvadult[85]
- Canadienne marha – B. t. taurus; Kanada; hús, tej
- Canaria marha – B. t. taurus; Spanyolország; hús, iga
- Canchim marha – B. t. taurus/indicus; Brazília; hús[86]
- Caracu marha – B. t. taurus; Brazília; hús, tej, iga[87][88]
- Cárdena Andaluza marha – B. t. taurus; Spanyolország; hús, iga
- Charbray marha – B. t. taurus/indicus; Amerikai Egyesült Államok; hús
- Charolais marha – B. t. taurus; Franciaország; hús, iga[89]
- Chateaubriand marha
- Chiangus marha – B. t. taurus; hús
- Chianina marha – B. t. taurus; Olaszország; hús, iga[90]
- Chikso marha – Korea; hús[91]
- Chillinghami marha – Anglia; elvadult[92]
- Cholistani marha – B. t. indicus; Pakisztán; tej
- Cinisara marha – Olaszország; hús, tej[13]
- Coloursided White Back marha – B. t. taurus; hús, tej
- Commercial marha
- Corriente marha – B. t. taurus; Spanyolország; hús, tej, iga, sport[93]
- Costeño con Cuernos marha – B. t. taurus/indicus; Kolumbia; hús, iga
- Crioulo Lageano marha – Brazília[94]
- Csedzsu-szigeti fekete marha – B. t. taurus; Korea; hús[91]

### D
- Dajal marha – B. t. indicus; Pakisztán; hús, tej, iga
- Dangi marha – B. t. indicus; India; tej[95]
- Dán fekete tarka marha – Dánia
- Dán Jersey marha – B. t. taurus; Dánia; tej[96]
- Dán vörös marha – B. t. taurus; Dánia; hús, tej[97][98]
- Deoni marha – B. t. indicus; India; tej, iga[99]
- Dexter – B. t. taurus; Írország; hús, tej[100]
- Dél-devoni marha – B. t. taurus; Anglia; hús, tej[101]
- Dhanni marha – B. t. indicus; Pakisztán; hús, tej, iga[102]
- Doayo marha – B. t. taurus; Kamerun[103]
- Doela marha
- Drakensbergi marha – B. t. taurus; Dél-afrikai Köztársaság; hús, tej[104][105]
- Droimeann marha – B. t. taurus; Írország; hús, tej[106]
- Droughtmaster marha – B. t. taurus/indicus; Ausztrália; hús[107]
- Dulong' marha – B. t. taurus; hús, iga
- Dølafe marha – B. t. taurus; Norvégia; hús, tej[108]
- Dzo – B. t. taurus/B. grunniens ivartalan hibrid; Tibet; hús, iga[109]
- Dzomo – B. t. taurus/B. grunniens ivarképes hibrid; Tibet, Mongólia; hús, tej, iga[110][111]

### E, É
- Enderby-szigeti marha – Új-Zéland; elvadult[112]
- Ennstaler Bergscheck marha – B. t. taurus; Ausztria; hús, iga[113]
- †Erdélyi szürke marha – B. t. taurus; Erdély; hús, iga – az 1960-as évek közepén kipusztult
- Eredeti svájci marha – B. t. taurus; Svájc; hús, tej[114]
- Észak-amerikai piemonti marha – B. t. taurus; Kanada, Amerikai Egyesült Államok; hús[115]
- Észak-bengáli szürke marha – B. t. indicus; Banglades; hús, tej[116]
- Észak-devoni marha – B. t. taurus; Anglia; hús, tej[117]
- Északi finn marha – B. t. taurus; Finnország; hús, tej[118]
- Északi kék marha – B. t. taurus; Franciaország; hús, tej[119]
- Északi rövidszarvú marha – B. t. taurus; Egyesült Királyság; tej
- Észt bennszülött marha – Észtország; tej[120]
- Észt Holstein marha – B. t. taurus; Észtország; tej
- Észt vörös marha – B. t. taurus; Észtország; hús, tej[121]
- Évolène marha – B. t. taurus; Svájc; tej; veszélyeztetett fajta[122]

### F
- Fehér Cáceres marha – B. t. taurus; hús, iga
- Fehérfejű kazah marha – B. t. taurus; Kazahsztán, Oroszország; hús, tej[123]
- Fehér Fulani marha – B. t. indicus; Száhil öv; hús, tej, díszmarha
- Fehér Lamphun marha – B. t. indicus; Thaiföld; iga
- Fehérorosz marha – B. t. taurus; Fehéroroszország; tej[124]
- Fehér-kék belga marha – B. t. taurus; Belgium; hús, tej[125]
- Fehér tenyésztésű rövidszarvú marha – B. t. taurus; Egyesült Királyság; hús[126]
- Fekete angus – B. t. taurus; Skócia; hús, tej; nem egyéb mint egy fekete színű Aberdeen angus[127]
- Fekete Baldy marha – B. t. taurus; Ausztrália; hús
- Fekete Hereford marha – B. t. taurus; Anglia; hús[128]
- Feljavított holland vörös-fehér marha – B. t. taurus; Hollandia; hús[35][129]
- Feljavított vörös-fehér marha – B. t. taurus; hús
- Fenyőerdei marha – B. t. taurus; Amerikai Egyesült Államok; hús, tej[130]
- Fēng marha – B. t. indicus; Kína; hús, tej, iga[131]
- Ferrandaise marha – B. t. taurus; Franciaország; tej[132]
- Finn Ayrshire marha – B. t. taurus; Finnország; tej[133]
- Finn Holstein-fríz – Finnország
- Finn marha – B. t. taurus; Finnország; hús, tej[134]
- Fjäll marha – B. t. taurus; Svédország; hús, tej[135]
- Fleckvieh marha – B. t. taurus; Ausztria; hús, tej[136]
- Floridai kiváló marha – B. t. taurus; hús[137]
- Fogerai marha – B. t. indicus; Etiópia; hús, tej, iga[10][11]
- Francia szimmentáli marha – B. t. taurus; Franciaország; hús, tej[138]
- Frankeston vörös marha – Kolumbia; hús, tej[139]
- Fribourgi marha – B. t. taurus; Svájc; hús, tej[140]
- Fríz húsmarha – B. t. taurus; Amerikai Egyesült Államok; hús, tej
- Froment du Léon marha – B. t. taurus; Franciaország; tej[141]
- Fülöp-szigeteki marha – B. t. taurus; Fülöp-szigetek; hús, tej, iga[142]

### G
- Galiciai szőke szarvasmarha – B. t. taurus; Spanyolország; hús, tej[143]
- Gallowayi marha – B. t. taurus; Skócia; hús, tej, iga[144]
- Gallowayi öves marha – B. t. taurus; Skócia; tej[145]
- Gangatiri marha – B. t. indicus; India; tej, iga[146]
- Gaolao marha – B. t. indicus; India; tej, iga[147]
- Garfagnina marha – Olaszország; hús, tej[13]
- Garvonesa marha – B. t. taurus; Portugália; hús, iga[148]
- Gasconi marha – B. t. taurus; Franciaország; hús, iga[149]
- Gelbvieh marha – B. t. taurus; Németország; hús, tej, iga[150]
- Girolando marha – B. t. taurus/indicus; Brazília; tej[151][152]
- Glamorgai marha – B. t. taurus; Wales; tej[153]
- Glan marha – B. t. taurus; Németország; hús, tej, iga[154]
- Gloucesteri marha – B. t. taurus; Anglia; hús, tej, iga[155]
- Gobra marha – B. t. indicus; hús, iga
- Görög rövidszarvú marha – B. t. taurus; Görögország; hús, tej[156]
- Görög sztyeppei marha – B. t. taurus; Görögország; hús, tej, iga
- Greyman marha – B. t. taurus/indicus; Ausztrália; hús[157]
- Grúz hegyi marha – B. t. taurus; Grúzia; hús, tej, iga[158]
- Gudali marha – B. t. indicus; Irán; tej, iga
- Guernseyi marha – B. t. taurus; Csatorna-szigetek; tej[159]
- Guzerat marha – B. t. indicus; Brazília; hús, iga[160]
- Gyr marha – B. t. indicus; India; tej[161]

### H
- Hallikar marha – B. t. indicus; India; iga[162]
- Hanu – B. t. taurus; Korea; hús, iga, sport[91][163]
- Harijánai marha – B. t. indicus; India; tej, iga[164][165]
- Hartón del Valle marha – B. t. taurus; Kolumbia; hús, tej, iga
- Harzi vörös marha – B. t. taurus; Németország; hús, tej, iga[166]
- Hawaii vadmarha – Hawaii; elvadult[167]
- Hays Converter marha – B. t. taurus; Kanada; hús[168]
- Heck-marha – B. t. taurus; kísérlet, elvadult[169]
- Hereford marha – B. t. taurus; Anglia; hús[170][171]
- Heugu marha – Korea; hús[91]
- Hérens-völgyi marha – B. t. taurus; Svájc; hús, sport[172]
- Hinterwald marha – B. t. taurus; Németország; hús, tej[173]
- Holland-argentín marha – B. t. taurus; Argentína; hús, tej[174]
- Holland fríz – B. t. taurus; Hollandia; hús, tej
- Holland öves marha – B. t. taurus; Hollandia; hús, tej[175]
- Holstein-fríz – B. t. taurus; Németország, Hollandia; hús, tej[176][177]
- Horro marha – B. t. indicus; Etiópia; hús, iga[178]
- Huáng marha – B. t. taurus; Kína; hús, tej, iga
- Hybridmaster marha – B. t. taurus/indicus; hús, tej

### I, Í
- Ibériai marha – B. t. taurus; Spanyolország; hús, sport
- Illawarrai marha – B. t. taurus; Ausztrália; hús, tej[179]
- Indobrazíliai marha – B. t. indicus; Brazília; hús[180]
- Istobeni marha – B. t. taurus; Oroszország; hús, tej[181]
- Isztriai marha – Horvátország, Szlovénia; hús, tej, iga
- Izlandi marha – B. t. taurus; Izland; tej[182]
- Izraeli Holstein marha – B. t. taurus; Izrael; tej
- Izraeli vörös marha – B. t. taurus/indicus; Izrael; hús, tej
- Ír szarvatlan marha – B. t. taurus; Írország; hús, tej[183]

### J
- Jakutföldi marha – B. t. taurus; Oroszország; hús, tej, iga[184][185]
- Jamaicai fekete marha – B. t. taurus/indicus; Jamaica; hús, tej
- Jamaicai remény marha – B. t. taurus/indicus; Jamaica; tej[186]
- Jamaicai vörös marha – B. t. taurus/indicus; Jamaica; hús
- Japán barna marha – Japán; hús; a Kobe-fajták egyike[187]
- Japán fekete marha – Japán; hús
- Japán rövidszarvú marha – Japán; hús
- Japán szarvatlan marha – Japán; hús
- Jarmelista marha – B. t. taurus; Portugália; hús, iga[188]
- Javari marha – B. t. indicus; India; iga[189]
- Jenpien marha – B. t. taurus; Kína; iga[190]
- Jersey marha – B. t. taurus; Csatorna-szigetek; tej[191]
- Junqueira marha – Brazília[192]
- Jurino marha – B. t. taurus; Mariföld; hús, tej[193]
- Jyllandi marha – B. t. taurus; Dánia; hús, tej[194]

### K
- Kabin Buri marha – B. t. taurus/indicus; Thaiföld; hús, tej
- Kalmük marha – B. t. taurus; Oroszország; hús, tej[195]
- Kamphaeng Saen marha – B. t. taurus/indicus; Thaiföld; hús
- Kanadai Speckle Park marha – B. t. taurus; Kanada; hús[196]
- Kangayam marha – B. t. indicus; India; tej, iga[197]
- Kankrej marha – B. t. indicus; India; tej, iga[198]
- Karan svájci marha – B. t. taurus/indicus; hús, tej
- Karintiai Blondvieh marha – B. t. taurus; Ausztria; hús, tej, iga[199][200]
- Kasaragodi törpe marha – B. t. indicus; India; tej, iga[201]
- Kathiawadi marha – B. t. indicus; India; iga
- Kárpáti borzasderes marha – B. t. taurus; Magyarország; hús, tej, iga[202][203][204]
- Kelet-anatóliai vörös marha – B. t. taurus; tej
- Keleti finn marha – B. t. taurus; Finnország; hús, tej[205]
- Keleti vörös szarvatlan marha
- Kenana marha – B. t. indicus; Szudán; tej[206]
- Kenkatha marha – B. t. indicus; India; iga[207][208]
- Kerry marha – B. t. taurus; Írország; hús, tej[209]
- Kékesszürke marha – B. t. taurus; Egyesült Királyság; hús[210]
- Kherigarh marha – B. t. indicus; India; iga[211][212]
- Khillari marha – B. t. indicus; India; iga[213]
- Kholmogory marha – B. t. taurus; Oroszország; hús, tej
- Kínai feketeszínű marha – Kína; tej[214]
- Korat Wagyu marha – B. t. taurus/indicus; Thaiföld; hús
- Korzikai marha – B. t. taurus; Korzika; hús; gyakran elvadul[215]
- Kosztromai marha – B. t. taurus; Oroszország; hús, tej[195]
- Krisna-völgyi marha – B. t. indicus; India; tej, iga[216][217]
- Kuchinoshimai marha – Japán; hús[218][219]
- Kurgani marha – B. t. taurus; Oroszország; hús, tej[220]
- Kuri marha – B. t. taurus; Csád; hús, tej, iga[221]

### L
- La Reina marha – B. t. taurus; Nicaragua; hús, tej[222]
- Lampurger marha
- Lebedini marha – B. t. taurus; Ukrajna
- Lengyel fekete-fehér marha – Lengyelország
- Lengyel vörös marha – B. t. taurus; Lengyelország; hús, tej, iga[223]
- Lett barna marha – B. t. taurus; Lettország; hús, tej[224]
- Lett dán vörös marha – B. t. taurus; Lettország; hús, tej[225]
- Lett kék marha – Lettország
- Levantina marha – B. t. taurus; hús, iga
- Limia marha – B. t. taurus; Spanyolország; hús, tej, iga[226]
- Limousini marha – B. t. taurus; Franciaország; hús, iga[227]
- Limpurger marha – B. t. taurus; hús, tej
- Lincolni vörös marha – B. t. taurus; Anglia; hús[228]
- Lineback marha – B. t. taurus; Kanada; tej[229]
- Litván fehérhátú marha – Litvánia
- Litván fekete-fehér marha – Litvánia
- Litván világosszürke marha – Litvánia
- Litván vörös marha – Litvánia; hús[230]
- Lohani marha – B. t. indicus; Pakisztán, India; hús, iga[231]
- Lourdesi marha – B. t. taurus; Franciaország; hús, tej, iga[232]
- Lucerna marha – B. t. taurus; Kolumbia, Venezuela[233]
- Luing-szigeti marha – B. t. taurus; Skócia; hús[234]

### M
- Maas-Rajna-Issel marha – B. t. taurus; Hollandia; hús, tej[235]
- Madagaszkári zebu – B. t. indicus; Madagaszkár; hús, tej, iga
- Madurai marha – B. t. indicus/B. javanicus; Indonézia; hús, tej, iga, verseny[236][237]
- Magyar szürke szarvasmarha – B. t. taurus; Magyarország; hús, iga[238][239]
- Magyar tarka szarvasmarha – B. t. taurus; Magyarország; hús, tej[240][241]
- Maine-Anjou marha – B. t. taurus; Franciaország; hús, tej, iga[242]
- Malnad Gidda marha – B. t. indicus; India; tej, iga; részben törpenövésű fajta[243]
- Malvi marha – B. t. indicus; India; tej, iga[244]
- Mandalong Special marha – B. t. taurus/indicus; hús
- Mantequera Leonesa marha – B. t. taurus; hús, tej, iga
- Marchigiana marha – B. t. taurus; Olaszország; hús, iga[245]
- Maremmai szürke marha – B. t. taurus; Olaszország; hús, tej, iga[246]
- Marinhoa marha – B. t. taurus; Portugália, hús, tej, iga[247]
- Maronesa marha – B. t. taurus; Portugália, hús, tej, iga[248]
- Mashona marha – B. t. taurus; hús, iga
- Maszáj marha – B. t. indicus; Kelet-Afrika; hús, iga
- Máramarosi barna marha – Erdély
- Menorquina marha – B. t. taurus; tej[249]
- Mertolenga marha – B. t. taurus; Portugália; hús, iga[250]
- Mewati marha – B. t. indicus; India; tej, iga[251]
- Minhota marha – B. t. taurus; Portugália, hús, tej, iga[252]
- Mirandaise marha – B. t. taurus; Franciaország, hús, iga[253]
- Mirandesa marha – B. t. taurus; Portugália, hús, iga[254]
- Mirkadim marha – Banglades; hús[255][256]
- Mishima-szigeti marha – Japán; hús[257]
- Mocăniţă marha – Románia
- Mocho Nacional marha – B. t. taurus; Brazília; hús[258]
- Modenesei fehér marha – B. t. taurus; Olaszország; hús, tej[259]
- Modicana marha – Olaszország; hús, tej[13]
- Mollie marha – B. t. taurus; Spanyolország; hús, iga
- Monchina marha – B. t. taurus; Spanyolország; hús, iga[260]
- Mongol marha – B. t. taurus; Mongólia, Kína; hús, iga[261]
- Montbéliardi marha – B. t. taurus; Franciaország; hús, tej[262]
- Morucha marha – B. t. taurus; hús, iga, viadal
- Mucca Pisana marha – Olaszország; hús[13][263]
- Murboden marha – B. t. taurus; Ausztria; hús, tej, iga[264]
- Murnau-Werdenfels marha – B. t. taurus; Németország; tej[265]
- Murray szürke marha – B. t. taurus; Ausztrália; hús[266]
- Muturu marha – B. t. taurus/indicus; Nigéria; hús, tej

### N, Ny
- N'Dama marha – B. t. taurus/indicus; Guinea; hús, tej[267][268][269]
- Nagori marha – B. t. indicus; India; iga[270][271]
- Nelore marha – B. t. indicus; India, Brazília; hús, iga[272]
- Német Angus – B. t. taurus; Németország; hús[273]
- Német feketeszínű marha – B. t. taurus; Németország; tej[274]
- Német feketeszínű tejelő marha – B. t. taurus; Németország; tej[275]
- Német vörösszínű marha – B. t. taurus; Németország; hús, tej[276]
- Nguni marha – B. t. taurus/indicus; Dél-Afrika; hús, tej[277]
- †Niata marha – Uruguay, Argentína[278]
- Nimari marha – B. t. indicus; India; iga[279]
- Normandiai marha – B. t. taurus; Franciaország; hús, tej[280][281]
- Norvég vörös marha – B. t. taurus; Norvégia; hús, tej[282]
- Nyugati finn marha – B. t. taurus; Finnország; hús, tej

### O
- Ongole marha – B. t. indicus; India; hús, tej, iga[283]
- Oropai Pezzata Rossa marha – Olaszország; hús, tej[13]
- Orosz feketeszínű marha – B. t. taurus; Oroszország; hús, tej, iga[284]
- Osztrák szimmentáli marha – B. t. taurus; Ausztria; hús, tej
- Osztrák sárga marha – Ausztria
- Østlandi vörös szarvtalanított marha – B. t. taurus; Norvégia; hús, tej

### P
- Pajuna marha – B. t. taurus; Spanyolország; hús, iga[285]
- Palmera marha – B. t. taurus; Kanári-szigetek; hús, iga, sport[286]
- Pantaneiro marha – Brazília[287][288]
- Parda Alpina marha – B. t. taurus; Spanyolország; hús, tej
- Parthenayi marha – B. t. taurus; Franciaország; hús, iga[289]
- Pasiega marha – B. t. taurus; Spanyolország; tej[290]
- Pembroke marha – B. t. taurus; Wales; hús, tej[291]
- Pie Rouge des Plaines marha – B. t. taurus; Franciaország; tej[292]
- Piemonti marha – B. t. taurus; Olaszország; hús, tej[293]
- Pinzgaui marha – B. t. taurus; Ausztria; hús, tej, iga[294]
- Pireneusi barna marha – B. t. taurus; Spanyolország; hús, tej, iga[295]
- Pireneusi marha – B. t. taurus; Spanyolország; hús, iga[296]
- Podolica marha – B. t. taurus; Olaszország; hús, tej, iga[297][298]
- Podóliai szlavon-szerém marha – B. t. taurus; Horvátország; hús, tej, iga
- Pontremolese marha – Olaszország; hús[13]
- Ponwari marha – B. t. indicus; India; iga[299]
- Preta marha – B. t. taurus; Portugália; hús, iga[300]
- Pulikulami marha – B. t. indicus; India; tej, iga[301][302]
- Punganuri törpe marha – B. t. indicus; India; hús, tej, iga[303]
- Pustertaler Sprinzen marha – B. t. taurus; Olaszország; hús[304]

### Q
- Qinchaun marha – B. t. taurus; Kína; hús, iga
- Queenslandi törpe Boran marha – B. t. taurus/indicus; Ausztrália; hús, házi kedvenc

### R
- Ramo Grande marha – B. t. taurus; Portugália; hús, tej, iga[305]
- Randall Lineback marha – B. t. taurus; Amerikai Egyesült Államok; hús, tej, iga[306]
- Raramuri Criollo marha – B. t. taurus; Mexikó; hús, tej[307]
- Rathi marha – B. t. indicus; tej, iga[308]
- Raya marha – Etiópia; hús, tej, iga[10][11]
- Rätisches Grauvieh marha – B. t. taurus; Svájc; hús, tej, iga[309]
- Rendena marha – Olaszország; hús, tej[310]
- Retinta marha – B. t. taurus; hús, tej
- Ringamålai marha – B. t. taurus; Svédország; tej
- Ringamålako marha – B. t. taurus; Svédország; tej[311][312]
- Rohjan marha – B. t. indicus; hús, tej
- Romagnola marha – B. t. taurus; Olaszország; hús, iga[313]
- Romosinuano marha – B. t. taurus; Kolumbia; hús[314]
- Rövidszarvú marha – B. t. taurus; Egyesült Királyság, Amerikai Egyesült Államok; hús, tej[315][316]
- Rövidszarvú húsmarha – B. t. taurus; Egyesült Királyság, Skócia; hús[317]
- RX3 marha – B. t. taurus; hús

### S, Sz
- Sahiwal marha – B. t. indicus; India, Pakisztán; tej[318]
- Salers marha – B. t. taurus; Franciaország; hús, iga[319]
- Salorn marha – B. t. taurus; hús
- Sanga marha – B. t. taurus/indicus; Afrika; hús[320]
- Sanhe marha – B. t. taurus; Kína, Mongólia; hús, tej, iga
- Santa Cruz-i marha – B. t. taurus/indicus; Amerikai Egyesült Államok; hús
- Santa Gertrudis marha – B. t. taurus/indicus; Amerikai Egyesült Államok; hús[321]
- Sayaguesa marha – B. t. taurus; Spanyolország; hús, iga[322]
- Schwyz marha – Svájc
- Selembu marha – B. t. indicus/B. gaurus; Malajzia; hús, tej[323]
- Senepol marha – B. t. taurus/indicus; Karib-térség; hús[324]
- Sheko marha – Etiópia
- Shetlandi marha – B. t. taurus; Skócia; hús, iga[325]
- Sibi bhagnari zebu – B. t. indicus; Pakisztán; hús, iga[326]
- Siboney de Cuba marha – B. t. taurus/indicus; hús, iga[327]
- Simbrah marha – B. t. taurus/indicus; hús
- Simford marha – B. t. taurus; hús
- Siri marha – B. t. indicus; Bhután; tej, iga[328]
- Skót-felföldi marha – B. t. taurus; Skócia; hús[329]
- Sötétvörös marha – B. t. taurus; hús, tej
- Spanyol viadal marha – B. t. taurus; Spanyolország; hús, sport[330]
- Square Meater marha – B. t. taurus; Ausztrália; hús[331]
- Sunandini marha – India; hús, tej[332]
- Sussexi marha – B. t. taurus; Anglia; hús[333]
- Svájci Holstein marha – B. t. taurus; Svájc; tej[334]
- Svéd fríz – B. t. taurus; Svédország; tej[335]
- Svéd szarvtalanított marha – B. t. taurus; Svédország; tej[336]
- Svéd vörös-fehér marha – B. t. taurus; Svédország; hús, tej[337]
- Svéd vörös szarvtalanított marha – B. t. taurus; Svédország; hús, tej[336]
- Svéd vörösszínű marha – B. t. taurus; Svédország; tej[337]
- Szardíniai barna marha – Szardínia; hús[13]
- Szardíniai marha – Szardínia; hús[13]
- Szardíniai Modicana marha – Szardínia; hús[13]
- Szarv nélküli Hereford marha – B. t. taurus; Anglia; hús[338]
- Szerb sztyeppei marha – B. t. taurus; Szerbia; iga
- Szerb tarka marha – B. t. taurus; Szerbia; tej
- Szimmentáli marha – B. t. taurus; Svájc; hús, tej, iga[339][340]
- Szudáni Fuláni marha – B. t. indicus; Szudán; hús, tej, iga

### T
- Tabapuãi marha – B. t. indicus; Brazília; hús, tej, iga[341]
- Tarentaisei marha – B. t. taurus; Franciaország; hús, tej[342]
- Tasmaniai szürke marha – B. t. taurus; Ausztrália; hús[343]
- Tauros program – B. t. taurus; újabb Heck-marhaféle nemzetközi kísérlet az őstulok visszaszerzéséhez; legelőápoló[344][345][346]
- Tejelő rövidszarvú marha – B. t. taurus; Egyesült Királyság; hús, tej[347]
- Telemark marha – B. t. taurus; Norvégia; hús, tej[348]
- Terreña marha – B. t. taurus; Spanyolország; hús, tej, iga[349][350]
- Texasi hosszúszarvú marha – B. t. taurus; Amerikai Egyesült Államok; hús, tej[351]
- Texoni marha – B. t. taurus; Amerikai Egyesült Államok; hús
- Thai fekete marha – B. t. taurus/indicus; Thaiföld; hús
- Thai fríz – B. t. taurus/indicus; Thaiföld; tej
- Thai tejelő zebu – B. t. taurus/indicus; Thaiföld; tej
- Thai viadal bika – B. t. indicus; Thaiföld; sport
- Tharparkari marha – B. t. indicus; India, Pakisztán; tej, iga[352]
- Tipo Carora marha – B. t. taurus; Venezuela; hús, tej, iga[353]
- Tiroli szürke marha – B. t. taurus; Ausztria; hús, tej[354]
- Török sztyeppei szürke marha – B. t. taurus; Törökország; hús, iga
- Törpe Lulu – B. t. taurus/indicus/B. grunniens; Közép-Ázsia[355][356]
- Törpe texasi hosszúszarvú marha – B. t. taurus; Amerikai Egyesült Államok; hús, díszmarha[357]
- Tswana marha – B. t. taurus; Botswana; hús, tej
- Tudancai marha – B. t. taurus; Spanyolország; hús, tej, iga, legelőápoló[358]
- Tuli marha – B. t. taurus; Zimbabwe; hús, tej[359]
- Tulim marha – B. t. taurus/indicus; Dél-afrikai Köztársaság; hús
- Tux-Zillertal marha – B. t. taurus; Ausztria; hús, tej, sport[360][361]

### U
- Ujgur barna marha – B. t. taurus; Kína, Mongólia; hús, tej, iga
- Ukrán szürke marha – B. t. taurus; Ukrajna; hús, iga[362][363]
- Umblachery marha – B. t. indicus; India; tej, iga[364]

### V
- Valdostana Castana marha – B. t. taurus; Olaszország; hús, tej, sport[365]
- Valdostana Pezzata Nera marha – B. t. taurus; Olaszország; hús, tej[366]
- Valdostana Pezzata Rossa marha – B. t. taurus; Olaszország; hús, tej[367]
- Vaynoli marha – B. t. taurus; Skócia, Wales; hús, bőripar[368]
- Varzese-Ottonese-Tortonese marha – Olaszország; hús, tej[13]
- Väneko marha – B. t. taurus; Svédország; tej[369][370]
- Vechoori marha – B. t. indicus; India; tej, a teje a ghi egyik alapanyaga[371]
- Vestlandet-fjordi marha – B. t. taurus; Norvégia; hús, tej
- Vestlandeti vörös szarvtalanított marha – B. t. taurus; Norvégia; hús, tej
- Vianesa marha – B. t. indicus; hús, tej
- Volinyi húsmarha – Ukrajna; hús[372]
- Vorderwald marha – B. t. taurus; Németország; hús, tej[373]
- Vosgienne marha – B. t. taurus; Franciaország; hús, tej
- Vörös angus – B. t. taurus; Skócia; hús, tej; nem egyéb mint egy vörös színű Aberdeen angus[374][375]
- Vörös Brangus marha – B. t. taurus/indicus; Amerikai Egyesült Államok; hús[376]
- Vörös csittagongi marha – B. t. indicus; Banglades; iga; igen jól szaporodik[377]
- Vörös-fehér fríz – B. t. taurus; hús, tej
- Vörös Fulani marha – B. t. taurus/indicus; Nyugat-Afrika; hús[378]
- Vörös gorbatovi marha – B. t. taurus; Oroszország; tej[379]
- Vörös Höhenvieh marha – B. t. taurus; Németország; hús, tej, iga, legelőápolló[380][381]
- Vörös Holstein-fríz – B. t. taurus; Hollandia; hús, tej; nem egyéb mint egy vörös színű Holstein-fríz[382]
- Vörös Kandhari marha – B. t. indicus; India; iga[383]
- Vörös mingréliai marha – B. t. taurus; Grúzia; hús, tej[384]
- Vörös Sindhi marha – B. t. indicus; India, Pakisztán; hús, tej[385][386]
- Vörös szarvatlan marha – B. t. taurus; Anglia; hús, tej[387]
- Vörös tambovi marha – Oroszország; hús, tej[388]

### W
- Waguli marha – B. t. taurus; Amerikai Egyesült Államok; hús[389]
- Wagyu marha – B. t. taurus; Japán; hús, iga[390]
- Walesi fekete marha – B. t. taurus; Wales; hús[391]
- Wangus marha – B. t. taurus; Amerikai Egyesült Államok; hús[392]
- White Park marha – B. t. taurus; Egyesült Királyság; hús, tej[393]

### Y
- Yanhuang marha – B. t. taurus/indicus; Kína; iga

### Z
- Żubroń – a B. t. taurus és az európai bölény (Bison bonasus) ivarképes hibridje; Lengyelország; hús, kísérlet[394]

## Fordítás
- Ez a szócikk részben vagy egészben  a   List of cattle breeds című angol Wikipédia-szócikk ezen változatának fordításán alapul.  Az eredeti cikk szerkesztőit annak laptörténete sorolja fel. Ez a jelzés csupán a megfogalmazás eredetét és a szerzői jogokat jelzi, nem szolgál a cikkben szereplő információk forrásmegjelöléseként.